# Фиксация (популационна генетика)
В популационната генетика, фиксация настъпва тогава, когато всички индивиди от една популация имат един и същ алел в определен локус. Алелът, който може да бъде една-единствена точкова мутация или цял ген, първоначално ще е рядко срещан (например, ако възникне в един определен индивид), но може да се разпространи в популацията чрез случаен генетичен дрейф и/или чрез положителен отбор. Веднъж след като относителната срещаемост на алела стане 100%, т.е., във всеки член на популацията, се казва, че алелът или генът са „фиксирани“ в популацията. По аналогия, генетичните различия между таксоните са фиксирани във всеки един вид.